# Polisportiva Virgilio
La Polisportiva D. Borgo Virgilio, già Polisportiva Virgilio, è una società sportiva di Borgo Virgilio, in provincia di Mantova; le discipline praticate all'interno dell'associazione sono calcio, ginnastica, ciclismo, karate, tennis e pallavolo maschile, sport grazie al quale raggiunse la popolarità alla fine degli anni ottanta.

## Storia
Sorta nel 1981, la società biancazzurra raggiunse la Serie A2 di pallavolo maschile nel 1986. Sotto la guida di Daniele Bagnoli, dopo due campionati in cui la promozione fu sfiorata, vinse i play-off 1988-89 ottenendo il passaggio in A1 per la stagione 1989-90. L'annata seguente si chiuse però con la retrocessione: alternò così stagioni in A1 e A2 per cinque anni, emigrando anche a Mantova e Verona per l'inagibilità del palasport di casa. Al termine del campionato 1993-94 retrocesse in A2 e scelse di cedere i diritti alla partecipazione al campionato alla Pallavolo Torino.
Da allora la squadra ha focalizzato la sua attenzione sul settore giovanile.